# 日隈城

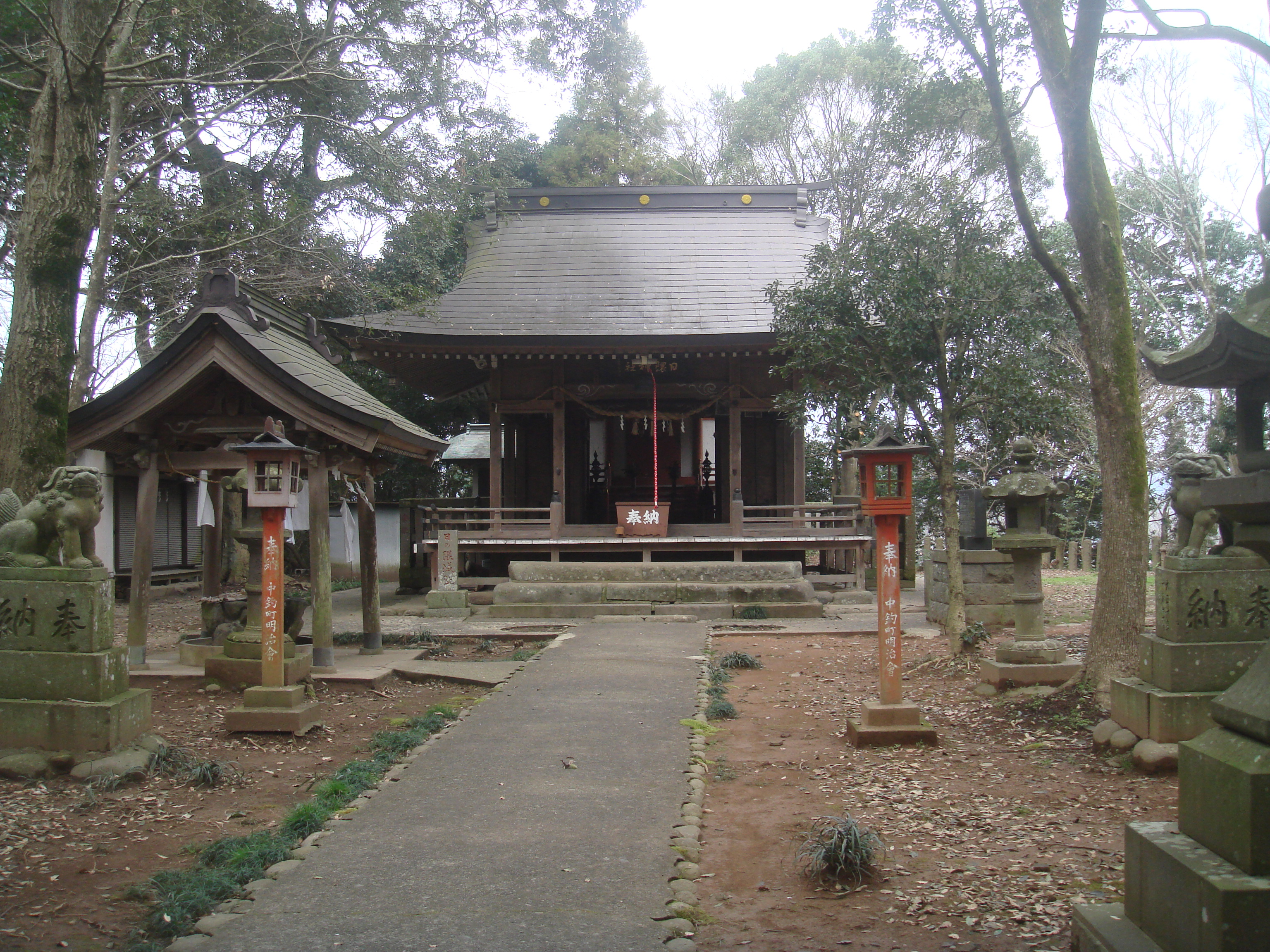
本丸跡。正面の建物は日隈神社の拝殿

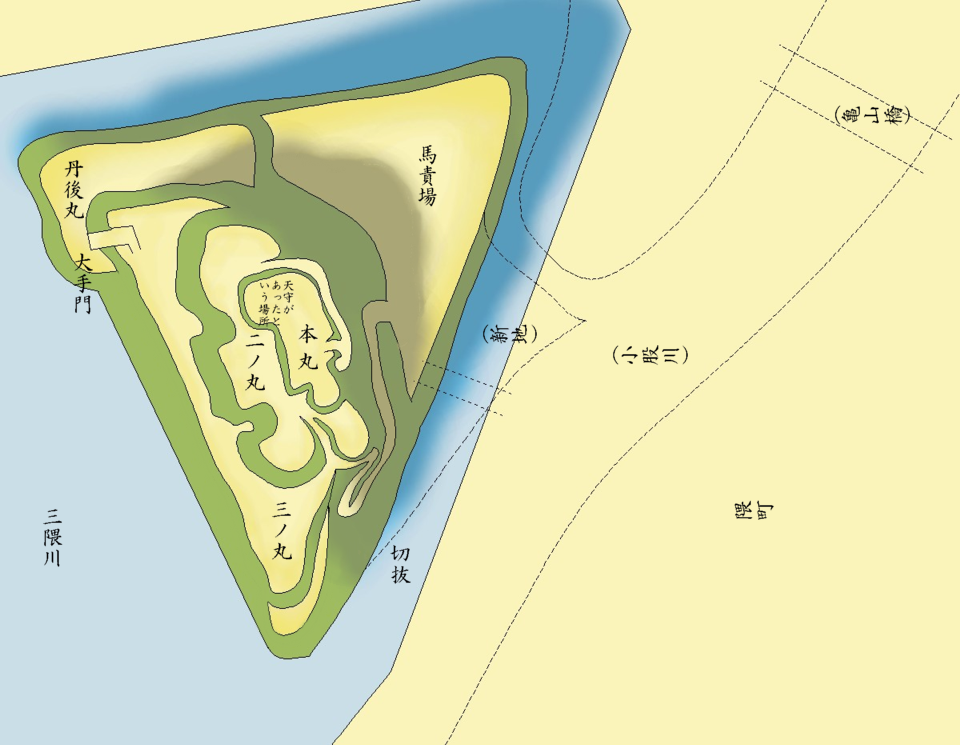
日隈城推定縄張図

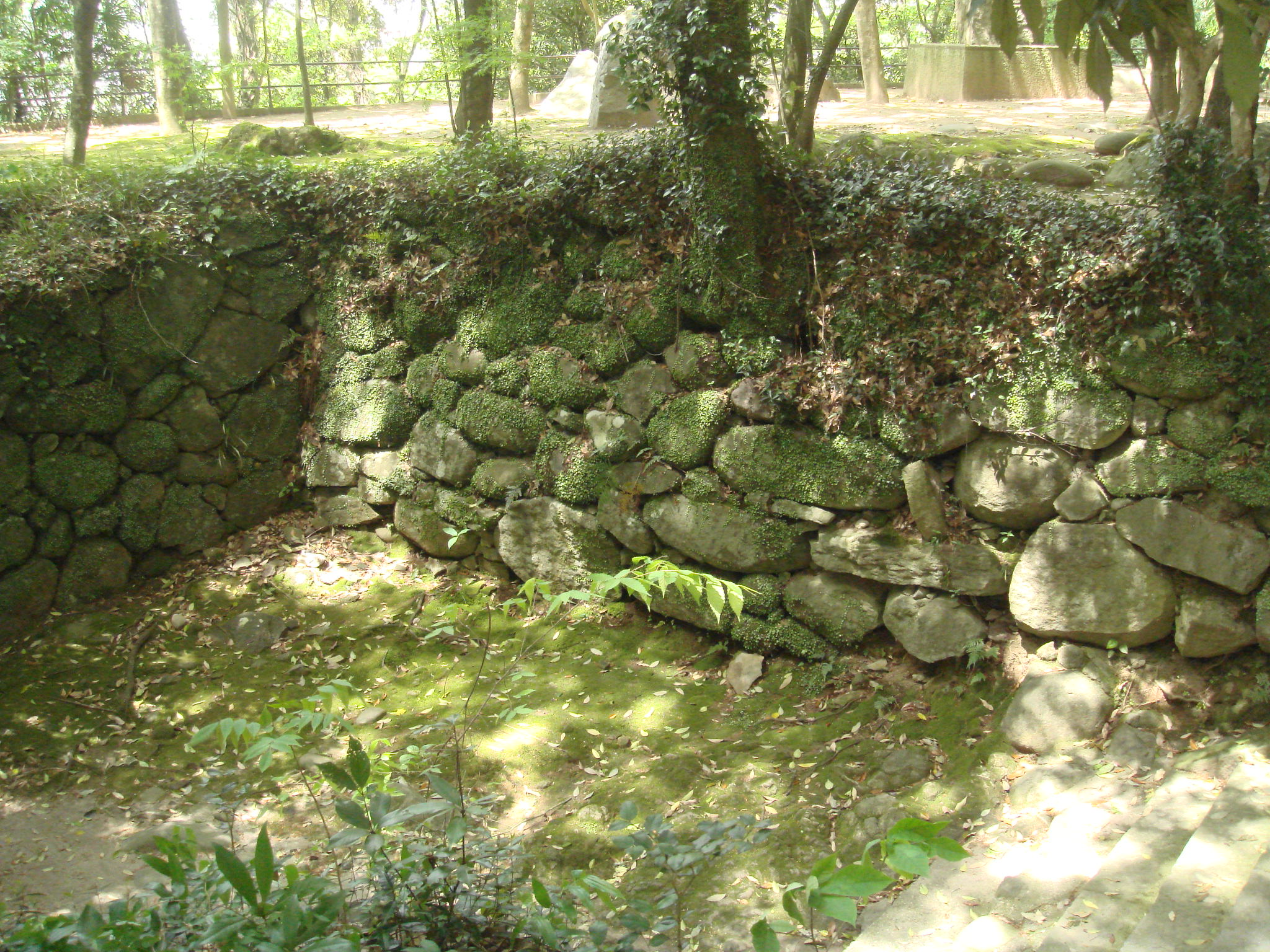
伝大手門跡枡形虎口の石垣

日隈城（ひのくまじょう）は、大分県日田市亀山町（きざんまち）（豊後国日田郡竹田村）にあった日本の城。

## 概要
日隈城は、安土桃山時代に日田盆地を流れる三隈川沿岸に築かれた平山城であった。豊臣政権下の直轄地（蔵入地）となった際に宮城豊盛によって築かれ、江戸期に編纂された日田郡の史書『豊西記』によれば毛利高政が改修した際に「五階の天守、三階の櫓」が建てられたとされる。毛利氏は関ヶ原の戦いの際の寝返りなどで功を上げたことにより佐伯2万石の所領を安堵され日隈城を実質の支城としたが、一国一城令の発布後は、廃城とされた。
現在、城跡は亀山公園として整備されているが、城跡として保存されている遺構はなく、伝・大手門枡形の石垣が残るのみで当時の詳しい様子はわかっていない。

## 歴史
1592年（文禄元年）蔵入地（豊臣政権下の直轄地）の代官として日田に入封されてきた宮城豊盛によって築かれた。当時日隈山一帯を境内としていた曹洞宗寺院である真光寺を麓に移して築かれ、田島村（現日田市大原八幡宮付近）より、商家や市を竹田村（現日田市隈町付近）に移し、城下町を形成した。
1596年（慶長元年）に毛利高政が2万石（6万石とも）で移封され増築を施し、『豊西記』『豊西説話』によると「五階の天守」と「三階の櫓」が増築され、森春樹の『亀山鈔』によると城下には2重の堀と土塁が廻らされたとある。
1600年（慶長5年）関ヶ原の戦いに際し、同年9月16日、石垣原の戦いで木付城に詰める松井康之を救援するために赴いて、豊後立石（大分県杵築市山香町立石）にいた加藤清正は玖珠郡の引治村（大分県玖珠郡九重町引治）にいた家臣の吉村橘左衛門へ、日隈城に対し翌日までに開城するよう要請する書簡を届けるよう指示した。しかし、9月17日石垣原の戦いは徳川方の勝利に終わったため、日隈城攻略は行われることなく加藤勢は熊本へ帰国した。
1600年（慶長5年）9月24日、中津領主であった黒田如水が、重臣の栗山利安を日田に送り込んで、森慶則を中心とする毛利家留守居の家臣が詰める日隈城に開城を迫った。慶則は当時石田毛利方であった佐賀の鍋島直茂家臣宛に支援の書簡を送り、その鍋島氏からの返書は9月26日付で届けられている。その年に毛利氏は城を開け渡し、一時、栗山利安が日隈城に詰めることとなった。
1601年（慶長6年）、小川光氏が月隈山に丸山城を築くと、栗山氏は移封され、城は再び毛利高政の預かりとなり、城代に家老の毛利隼人を送る。
1602年（慶長7年）毛利高政は佐伯に移封となり、城は小川氏の預かりとなる。
1616年（元和2年）以降、江戸幕府発布の一国一城令により廃城。破城は寛永年間とされているが、松平直矩時代の日田陣屋役宅増設の時1683年（貞享元年）、「永山、隈居城…」と城としての残存をうかがわせる記述もあるため、実際の破城の経緯は詳らかでない。移築された建物としては、日田陣屋本陣とするために御殿、隈町願正寺山門とするために城門が移築されていたが双方とも現存しない。

## 構造
南西は表、東が裏であるといわれる。城の南に三隈川、その支流で、亀山公園を境に分流する小股川は当時は川ではなく、人工の堀（切り抜き）であったが、廃城の後に洪水によって川となったと伝えられている。
城郭の形状は梯郭式の平山城である。曲輪の名前は不明であるが山頂から段状に南西に向かって3段の曲輪があり北側に馬責場（馬場）があったといわれる。城へは、城下の紺屋町（隈2丁目付近）の「馬道」と呼ばれる橋場跡から直接城へ橋がかけられていたという。
佐伯藩の史料には、二の丸門矢蔵、北ノ三ノ丸矢蔵、丹後丸矢蔵の名が見られる。他に、「か年ノ丸」や「北ノ丸」の曲輪名が見られるが場所は不明である。
江戸期に描かれたとされる絵図「日隈古城之図」が熊本県立図書館で発見され、2019年秋に日田市立博物館へ連絡があったと、2020年4月18日付の大分合同新聞が報じた。「本丸」以外の曲輪名の記載はないが、「大手」や「から堀」の記載があり、石垣の規模などが詳しく書き込まれている。

### 天守
天守台の位置は本丸北西隅（現亀山公園日隈神社社殿および社務所周辺）と考えられている。具体的な資料は確認されておらず、佐伯史談会の小野英治は2007年の『佐伯史談』(204)にて佐伯市所蔵の佐伯藩政史料「天守道具御改帳」が日隈城のものとしている。この史料を元にすると、内部5階地下1階（外観は不明）になるという。

元和六申年　天主道具御改帳（部分）
天主ニ有之御道具
下段 
うつぼ（靱）・・・
同下段
こくうんの大筒
く王志や（くわしや）の大筒
金のかぶと白はこ入 ・・・
天主弐段ニ有之分
御めし具足おけ皮くろきはこ入
てつ本うためし
御かぶとくろぬり
太閤より能朱印箱 きりの木 ・・・
天主三ノ段
番具足
米具足 内拾両 同金ノ釘ぬきノ毛んあり
番具足 前二ノ丸門矢蔵ニ有
金ノぐそく ・・・
天主四段
殿様御腰物入長持
刀ばこ
ちいさ刀能入箱 ふそく
摂津守様御腰物入箱
天主五段
鳥毛壱竿 ・・・
天主上段
流春んつ本上下兼弐つ有
茶津本 なかやま
御判事まきぢく ふそく
ちりとり
ちりうけ能箱
志ゅろはうき
見こはうき
以上